# Hiéroglyphe égyptien N38
Le bassin creusé en hiéroglyphes égyptiens, est classifié dans la section N « Ciel, terre, eau » de la liste de Gardiner ; il y est noté N38.

## Représentation
Il représente un bassin de jardin creusé en pente (forme détaillé de N37). Ses bords peuvent aussi être interprété par des talus. Il est translittéré š ou sṯȝt.

## Utilisation
| N37 |

| N37 |

C'est un phonogramme unilitère de valeur š.
| N38 |

| N38 |

| X4 |

| X4 |

| z · n | S · O31 |

| z · n | S · O31 |

| z · n | S · O31 |

| z · n | S · O31 |

« ouvrir »
| U18 |

| U18 |